# ناصر جمال
ناصر جمال (21 ديسمبر 1993 بأفغانستان - ) هو لاعب كريكت أفغاني. شارك مع منتخب أفغانستان للكريكت.

## وصلات خارجية
- ناصر جمال على موقع إي آس بي آن كريك إنفو (الإنجليزية)